# Phare de Cap Sainte-Marie
Le phare de Cap Sainte-Marie (anglais : Cape St. Marys Lighthouse est un phare situé dans la communauté de Cap-Sainte-Marie (en) en Nouvelle-Écosse (Canada). Il s'agit d'une tour carrée en béton de 8,7 m de hauteur qui incorpore la bâtiment de la corne de brume. Il a été construit en 1969 et est le troisième phare construit sur le site depuis 1868. Il a été désigné phare patrimonial en 2016 par la Commission des lieux et monuments historiques du Canada et a été cédé à la municipalité de Clare en 2017.

## Description
Le phare de Cap Sainte-Marie est localisé sur le chemin Lighthouse à Cap-Sainte-Marie (en) en Nouvelle-Écosse dans la municipalité de Clare. Il est situé sur le cap Sainte-Marie (en), promontoire marquant la limite entre le golfe du Maine et la baie Sainte-Marie. Il s'agit d'une tour rectangulaire en béton de 8,7 m de hauteur avec une base de 3 m de largeur. La tour est surmontée d'une lanterne octogonale en métal. Le phare a comme annexe un bâtiment carré d'une étage en béton de 7,62 m de largeur. L'annexe est recouvert d'un revêtement en bardeau de cèdre.

## Histoire
Les familles acadiennes commencent à s'établir au cap Sainte-Marie en 1804. Les pêcheurs de Cap-Sainte-Marie y capturent le hareng, le maquereau commun et la morue franche. Ils prenaient la mer à partir de petits bateaux ouverts à voile nommés localement « barchettes » ou « petites barques ». En plus de la pêche, ils pratiquaient aussi l'élevage et la cueillette. À partir de 1888, un bateau à vapeur cabotait le long de la côte de port en port pour y transporter des passagers, du courrier et des marchandises.
À partir du début du XXe siècle, les pêcheurs se convertissent à la pêche aux homards. Une conserverie fut construite au village. La flotte fut remplacée graduellement par des Cape Islander (en).
Le premier phare du cap Sainte-Marie a été construit en 1868. Il s'agit d'une tour octogonale en bois d’une hauteur de 13,1 m. En 1914, une station de corne de brume est ajoutée. Il est remplacé par un second phare entre 1883 et 1922. Le second phare, qui est toujours une tour octogonale en bois, a une hauteur de 15,8 m. Ces deux phares avaient un gardien qui habitait dans une résidence séparée.
En 1969, il est remplacé par la tour en béton actuelle. Comme plusieurs phares contemporains, il a comme annexe le bâtiment de la corne de brume. Avec le temps, la corne de brume a été mise à l'extérieur du bâtiment. Le revêtement du bâtiment de la corne de brume a été remplacé par du vinyle et plusieurs fenêtres ont été condamnées. Le phare est automatisé en 1989.

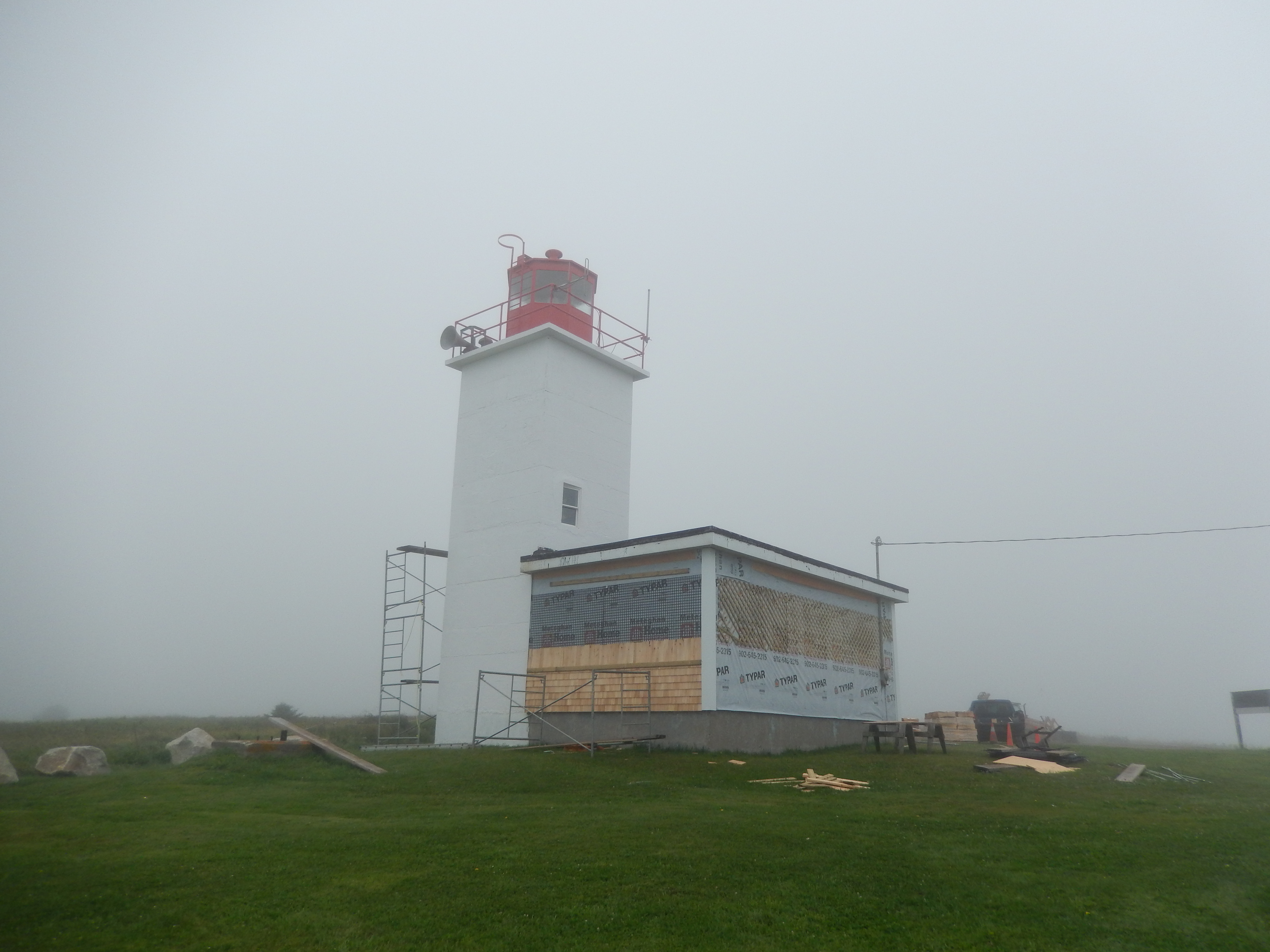
Le phare lors de sa restauration en 2017.

Le phare est désigné phare patrimonial par la Commission des lieux et monuments historiques du Canada le 19 août 2016. la municipalité de Clare a fait l’acquisition du phare et de son terrain au gouvernement fédéral pour en faire un parc le 10 janvier 2017. En 2017, la tour a été peinte, le revêtement en vinyle a été remplacé par un bardeau de cèdre et le toit a été remplacé. La municipalité a aussi ajouté une clôture de style nautique le long de la falaise, un terrain de stationnement de 30 places et un abri de pique-nique. Un monument en granit commémorant les gens perdus en mer a aussi été installé sur le parc. Sur le monument trône le buste d'un pêcheur en granit intitulé « Coming Home ». Il a été réalisé par le sculpteur local Marc Graff. Le  parc du phare au Cap Sainte-Marie a été inauguré le 5 juillet 2018. Lors de la vente, le gouvernement fédéral s'est engagé à entretenir l'équipement de navigation du phare.